# Unité urbaine d'Allonnes
L'unité urbaine d'Allonnes est une unité urbaine française centrée sur la commune de Longué-Jumelles, située dans le département de Maine-et-Loire et la région Pays de la Loire.

## Données globales
En 2010, selon l'INSEE, l'unité urbaine d'Allonnes était composée d'une seule commune, située dans le département de Maine-et-Loire, plus précisément dans l'arrondissement de Saumur.
Dans le zonage de 2020, elle est composée de deux communes, celle de Vivy ayant été ajoutée au périmètre.
En 2022, avec 5 524 habitants, elle représente la 25e unité urbaine du département de Maine-et-Loire.
En 2021, sa densité de population s'élève à 92 hab/km2. Par sa superficie, elle représente 0,84 % du territoire départemental et, par sa population, elle regroupe 0,66 % de la population du département de Maine-et-Loire.

## Délimitation de l'unité urbaine de 2020
La composition de l'unité urbaine est la suivante :
| Nom                     | Code Insee | Département    | Statut       | Superficie (km2) | Population (dernière pop. légale) | Densité (hab./km2) | Modifier                                    |
| ----------------------- | ---------- | -------------- | ------------ | ---------------- | --------------------------------- | ------------------ | ------------------------------------------- |
| Allonnes (ville-centre) | 49002      | Maine-et-Loire | ville-centre | 36,33            | 2 925 (2022)                      | 81                 | modifier les données · modifier les données |
| Vivy                    | 49378      | Maine-et-Loire | banlieue     | 23,17            | 2 599 (2022)                      | 112                | modifier les données · modifier les données |

## Évolution démographique
L'évolution démographique ci-dessous concerne l'unité urbaine selon le périmètre défini en 2020.
| 1968  | 1975  | 1982  | 1990  | 1999  | 2009  | 2014  | 2021  |
| ----- | ----- | ----- | ----- | ----- | ----- | ----- | ----- |
| 3 687 | 3 974 | 4 296 | 4 383 | 4 431 | 5 343 | 5 564 | 5 484 |